# Nicolas Levasseur
Nicolas-Prosper Levasseur (Bresle, 9 marzo 1791 – Parigi, 7 dicembre 1871) è stato un basso francese, particolarmente specializzato nei ruoli delle opere di Gioachino Rossini.

## Biografia
Studiò al Conservatorio di Parigi, dal 1807 al 1811, con Pierre-Jean Garat. Fece il suo debutto all'Opéra di Parigi nel 1813, nel ruolo di Osman Pacha, in La caravane du Caire di André Grétry. 
Cantò a Londra al His Majesty's Theatre dal 1815 al 1817 debuttando come Aleramo in Adelasia e Aleramo, poi principalmente nel ruolo del Conte nell'opera Le nozze di Figaro di Mozart. 
Nel 1817 è Grand-Prêtre nel successo di Fernando Cortez diretto da Rodolphe Kreutzer all'Académie Royale de Musique di Parigi.
I suoi grandi successi, comunque, li ottenne al Théâtre-Italien a Parigi, dove cantò dal 1819 quando fu il conte Almaviva ne Le nozze di Figaro, al 1828. 
Qui il suo nome fu associato a quello delle opere di Rossini. 
Egli cantò Elmiro nella prima di Otello (Rossini) nel 1821 con Giuditta Pasta, Manuel García (padre) e Marco Bordogni alla presenza del compositore, Orbazzano nella prima di Tancredi (opera) con la Pasta e Bordogni, nella prima esecuzione parigina in Mosè in Egitto con la Pasta, García e Bordogni nel 1822, Creonte nella prima di Medea in Corinto (Mayr) con la Pasta, García e Bordogni nel 1823, Douglas nella prima di La donna del lago con Ester Mombelli e Bordogni nel 1824, partecipò alla creazione come Don Alvaro nel successo di Il viaggio a Reims diretto dal compositore con la Mombelli, la Pasta, Bordogni e Domenico Donzelli alla presenza di Carlo X di Francia ed Oroe nella prima di Semiramide (Rossini) con Bordogni e Filippo Galli (basso) nel 1825, Polidoro nella prima di Zelmira con la Pasta, Giovanni Battista Rubini e Bordogni nel 1826, Tebaldo nella prima di Giulietta e Romeo (Vaccaj) con Bordogni nel 1827, Ricciardo e Zoraide e La Cenerentola.
Cantò anche al Teatro alla Scala dal 1820 come Don Basilio ne Il barbiere di Siviglia (Rossini) diretto da Alessandro Rolla con Nicola Tacchinardi e Carlo Belmonte nella prima assoluta di Margherita d'Anjou di Giacomo Meyerbeer diretto dal compositore con Tacchinardi al 1822.
Ritornò a cantare all'Opéra di Parigi nel 1827 come Moïse nella prima assoluta di Moïse et Pharaon con Adolphe Nourrit, Oroe nella prima di Semiramide con Maria Malibran, Benedetta Rosmunda Pisaroni, Bordogni e Galli, Don Basilio nella prima di Il barbiere di Siviglia con Bordogni e Francesco Graziani (baritono) e gouvernoir nella prima assoluta di Le comte Ory con Nourrit nel 1828 e vi rimase fino al 1853, dove interpretò tutti i grandi ruoli di basso, particolarmente nelle opere Guillaume Tell, Robert le diable, La Juive, Les Huguenots, La Favorite, Dom Sébastien, Le prophète ed altre ancora.
Levasseur fu considerato senza rivali durante tutto l'arco della sua carriera, per la possanza, grandiosità e bellezza della sua voce. Insegnò al Conservatorio di Parigi dal 1841 al 1870.
Alla morte la sua salma fu inumata nel cimitero di Montmartre. Un suo ritratto, opera della pittrice Marie-Ernestine Serret, si trova nelle collezioni del Museo della musica di Parigi.

## Ruoli creati
- Carlo Belmonte in Margherita d'Anjou di Meyerbeer (14 novembre 1820, Milano)
- Don Alvaro ne Il viaggio a Reims di Rossini (19 giugno 1825, Parigi)
- Moïse in Moïse et Pharaon di Rossini (26 marzo 1827, Parigi)
- Le Gouverneur ne Le Comte Ory di Rossini (20 agosto 1828, Parigi)
- Walter Fürst in Guillaume Tell di Rossini (3 agosto 1829, Parigi)
- Bertram in Robert le diable di Meyerbeer (21 novembre 1831, Parigi)
- Le Cardinal de Brogni ne La Juive di Halévy (23 febbraio 1835, Parigi)
- Marcel ne Gli ugonotti (Les Huguenots) di Meyerbeer (29 febbraio 1836, Parigi)
- Cosimo de' Medici in Guido et Ginevra di Halévy (5 marzo 1838, Parigi)
- Rodolphe ne Le lac des fées di Auber (1º aprile 1839, Parigi)
- Balthasar ne La Favorite di Donizetti (2 dicembre 1840, Parigi)
- Raymond in Charles VI di Halévy (15 marzo 1843, Parigi)
- Juam de Sylva in Dom Sébastien di Donizetti (13 novembre 1843, Parigi)
- Josué Corvo ne Le lazzarone di Halévy (29 marzo 1844, Parigi)
- Le Comte de Ruthven in Marie Stuart di Niedermeyer (6 dicembre 1844, Parigi)
- Zacharie ne Le prophète di Meyerbeer (16 aprile 1849, Parigi)